# РПГ-30
РПГ-30 «Крюк» (індекс ГРАУ — 7П53) — реактивна граната, калібру 105 мм. Призначена для боротьби з усіма сучасними основними бойовими танками, оснащеними як засобами динамічного, так і активного захисту. Одноразового застосування.
Має інноваційну для ручних протитанкових гранатометів бікаліберну конструкцію з використанням імітатора цілі для подолання активного захисту.
Розроблено конструкторами НВО «Базальт», прийнято на озброєння армії РФ в 2012 році.

## Конструкція
Конструктивно РПГ-30 являє собою дві паралельні труби, в яких знаходяться реактивні снаряди. Виходи труб закриті пелюстковими гумовими мембранами. Пристрої прицілювання і спусковий механізм єдиний. Гранатомет має механічний відкидний приціл.
В більшій за діаметром трубі розміщена основна тандемна кумулятивна реактивна протитанкова граната ПГ-30 калібру 105 мм. Багато в чому ця граната аналогічна реактивному снаряду старшого гранатомета РПГ-29, який за повідомленнями в реальних бойових умовах успішно вражав сучасні танки М1 «Абрамс», «Челленджер 2» і «Меркава» .
У меншій за діаметром трубі розташований реактивний снаряд-імітатор цілі. Снаряд має ідентичні з основною гранатою траєкторію і радіолокаційну сигнатуру і класифікується комплексами активного захисту противника як реактивна граната, що атакує танк, завдяки чому спричиняє їхнє спрацьовування і пораження цілі основним зарядом.

## Принцип роботи
Гранатомет призначений для ураження сучасної бронетехніки з малих дистанцій. Приведення в бойове положення гранатомета здійснюється підняттям планки приціла і взведенням спускового механізму.
Перебуваючи на дистанції пострілу до танка противника, боєць з гранатометом прицілюється і натискає на спуск. При цьому спрацьовують метальні заряди обох снарядів. Менший за розміром імітатор цілі виходить зі ствола першим, а після цього з невеликою затримкою — основна граната ПГ-30.
При наближенні до танка імітатор цілі виявляється комплексом активного захисту, класифікується як атакуюча граната, що призводить до спрацьовування комплексу активного захисту. Протиснаряд комплексу активного захисту спрямованим полем осколків або вибуховою хвилею знищує імітатор цілі. Оскільки всі комплекси активного захисту розробляють на підставі вимог мінімізації сторонніх руйнувань, щоб не пошкодити свою техніку або піхоту, то область поразки у них відносно мала і не здатна вразити основну бойову частину, що йде слідом.
Хмара осколків і плазми вибуху, що утвориться після знищення імітатора цілі відбиває зондувальні радіохвилі детектора комплекса активного захисту, тим самим приховує наближення основної протитанкової гранати. Повторне виявлення протитанкової гранати можливо тільки після її виходу із хмари осколків на відстанях істотно менших за необхідні для протидії загрозі комплексами активного захисту.
Для повторного ураження засобу нападу, що рухається тією ж траєкторією, комплекс активного захисту потребує перезарядки або перенацілювання протиснарядів. Тому жоден із сучасних і розроблюваних комплексів активного захисту не може повторно вразити загрозу на тому ж напрямі менш ніж через 0,2 — 0,4 секунди після першої атаки. Основна граната ПГ-30 досягає цілі за менший час, тому, навіть не враховуючи обмеження детектора, вразити ПГ-30 жоден із сучасних і перспективних комплексів активного захисту не здатен.
Після досягнення броні танка чи іншої бронемашини, першим детонує передній заряд — цей підрив спричиняє спрацьовування динамічного захисту бронетехніки і відкриває основну металеву броню танка. Головний кумулятивний снаряд пробиває основний шар броні, вражає екіпаж та обладнання всередині танка, викликає пожежу і детонацію боєкомплекту.

## Бойове застосування

### Російсько-українська війна
На початку червня 2022 року військові 24-ї окремої механізованої бригади імені короля Данила в Луганській області захопили машину БМД-4М 31-ї окремої десантно-штурмової бригади Росії разом з доволі рідкісним РПГ-30.

## Оператори
- Росія : в 2013 році закуплено 1000 РПГ-30 на загальну суму в 83 мільйони рублів для Південного та Центрального округу.[джерело?]